# Naum, Vara kommun
Naum är kyrkbyn i Naums socken, i Vara kommun i Västergötland.
I Naum finns Naums kyrka och fanns gästgiveri och tingsställe (dessa båda låg söder om kyrkan), samt galgbacke och doktor. Den sista doktorn hette Grenander och bodde på gården Västtorp. Vidare fanns även ett apotek, som låg på gården Karstorp. Allt detta flyttade senare till Vara, efter att järnvägen dragits genom denna ort. 
I själva byn Naum låg gårdarna Hofmansgården, Jutagården, Dränggården, Ödegården samt Östergården och Västergården. Västergården var där som gästgiveriet fanns samt även tingsstället. Naum ligger placerat på den gamla vägen från Lödöse upp till Skara och vidare norrut.
Själva byn splittrades upp i samband med skiftena i Sverige.